# Gordon megye
Gordon megye az Amerikai Egyesült Államokban, azon belül Georgia államban található. Megyeszékhelye és legnagyobb városa Calhoun. Lakosainak száma 57 544 fő (2020. április 1.). Gordon megye Murray, Bartow, Whitfield, Gilmer, Pickens, Cherokee, Floyd és Walker megyékkel határos.

## Népesség
A megye népességének változása:
| Lakosok száma | 55 199 | 55 458 | 55 688 | 55 757 | 56 574 | 57 544 |
|               | 2010   | 2011   | 2012   | 2013   | 2015   | 2020   |